# Soboń (góra)

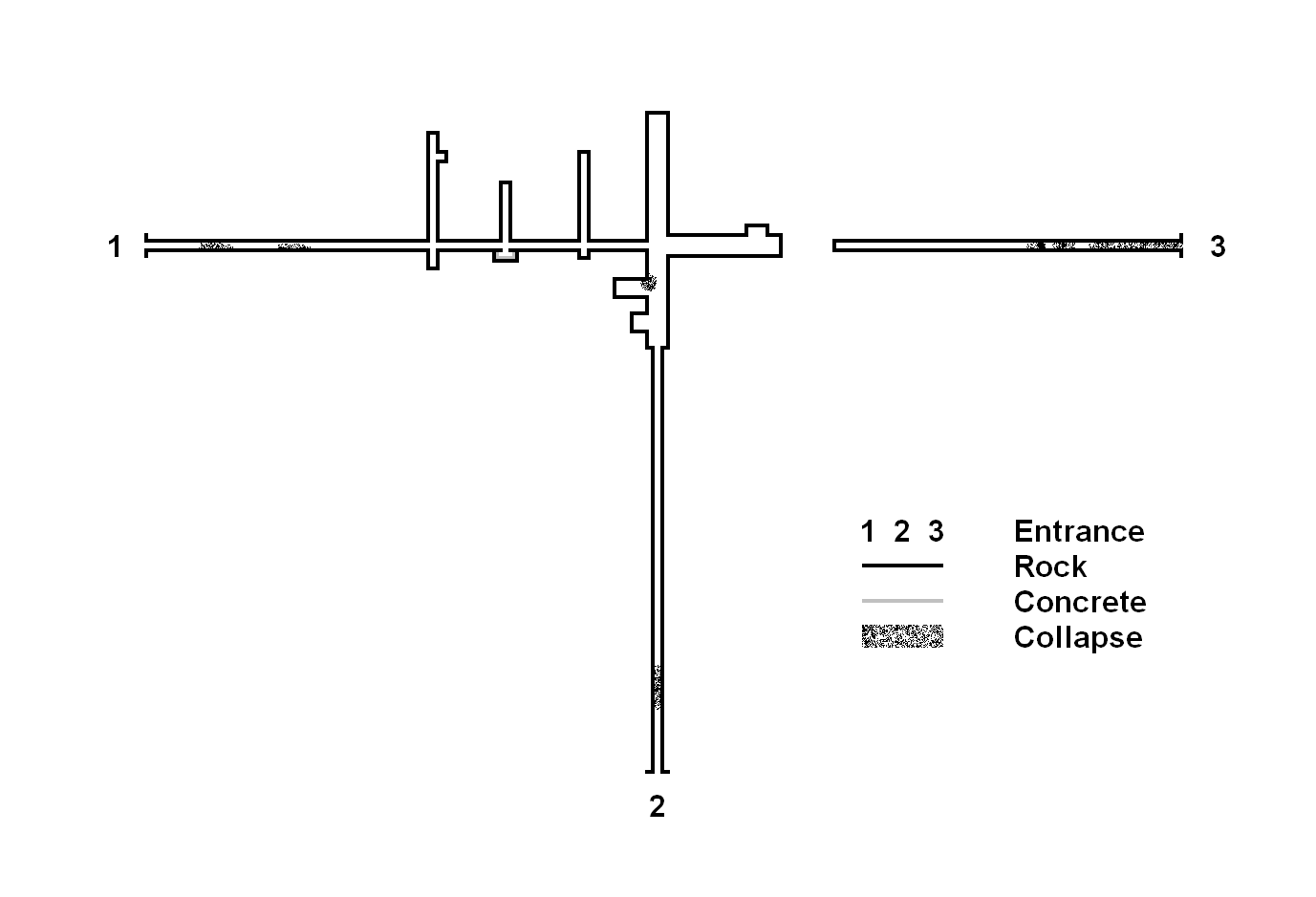
Sztolnie kompleksu Soboń

Soboń (niem. Ramenberg) – szczyt (716 m n.p.m.) w południowo-zachodniej Polsce, w Sudetach Środkowych, w Górach Sowich.

## Położenie i opis
Wzniesienie położone w północno-zachodniej części pasma Gór Sowich, w niewielkim grzbiecie Masywu Włodarza, na zachód od Przełęczy Rozdroża Pod Moszną, około 2,8 km na północny wschód od centrum miejscowości Walim.
Wzniesienie o stromych zboczach i małym niewidocznym wierzchołku, wyrastającym minimalnie, z południowo-zachodniego zbocza Jaworka, opadającego w kierunku rzeki Bystrzycy.
Góra zbudowana z prekambryjskich gnejsów nazywanymi gnejsami sowiogórskimi. Wierzchołek i zbocza w całości porośnięte lasem świerkowym regla dolnego, z niewielką domieszką drzew liściastych.
W masywie Sobonia na południowo-zachodnim zboczu podziemne sztolnie wykonane według nazistowskiego projektu Olbrzym (niem. "Riese") z okresu II wojny światowej. Do zasadniczej części podziemnego kompleksu prowadzą dwa wejścia. Wokół zbocza widoczne liczne pozostałości po kolejce wąskotorowej z okresu budowy kompleksu. Kompleks „Soboń” składa się z trzech sztolni prowadzonych ze zbocza góry do jej wnętrza pod kątem prostym. Dwie sztolnie wydrążono do punktu centralnego trzecią rozpoczęto. W punkcie centralnym, gdzie pod ziemią schodziły się wyrobiska, na powierzchni rozpoczęto budowę tajemniczego obiektu, którego fundamenty są widoczne. 
Wzniesienie położone na terenie Parku Krajobrazowego Gór Sowich.

## FiliaGroß-Rosen
U podnóża góry miejscowość Zimna, część miasta Głuszycy; w okresie II wojny światowej znajdował się tu jeden z większych nazistowskich obozów pracy – filia obozu koncentracyjnego Gross-Rosen w Rogoźnicy.